# Kings of Metal
Kings Of Metal – album studyjny zespołu Manowar. Oprócz tytułowego utworu najbardziej znanymi kompozycjami są Hail And Kill, ballada Heart Of Steel oraz Pleasure Slave, który za sprawą tekstu wzbudził liczne kontrowersje.

## Lista utworów
1. "Wheels Of Fire" – (DeMaio) 4:11
2. "Kings Of Metal" – (Ross The Boss/DeMaio) 3:43
3. "Heart Of Steel" – (DeMaio) 5:10
4. "Sting Of The Bumblebee" – (DeMaio) 2:45
5. "The Crown And The Ring (Lament Of The Kings)" - (DeMaio) 4:46
6. "Kingdom Come" – (DeMaio) 3:55
7. "Pleasure Slave" – (DeMaio) 5:37
8. "Hail And Kill" – (Ross The Boss/DeMaio) 5:54
9. "The Warriors Prayer" – (DeMaio) 4:20
10. "Blood Of The Kings" – (DeMaio) 7:30

## Skład zespołu
- Eric Adams – śpiew
- Joey DeMaio – gitara basowa
- Ross The Boss – gitara elektryczna oraz keyboard
- Scott Columbus – perkusja